# Kevin Fitzgerald
Pour les articles homonymes, voir Fitzgerald.
Kevin Fitzgerald (parfois écrit FitzGerald), né le 19 juin 1902 à Londres, et mort le 9 novembre 1993 à Chinnor, dans l’Oxfordshire, est un auteur britannique de roman policier et de littérature d'enfance et de jeunesse.

## Biographie
Bien que né à Londres, il est élevé par son père sur une ferme près de Tipperary, en Irlande. Dans sa jeunesse, sa grande taille (plus de 1,90 m) et sa musculature en font un excellent joueur de rugby. Dans les années 1920, pendant un été, il travaille sur un ferme au Manitoba (Canada). Pendant quatre ans, Il étudie l'agriculture dans un collège du Devon et travaille pendant trente-cinq ans, jusqu'au milieu des années 1950, au département de l'Agriculture en Irlande. Après la Deuxième Guerre mondiale, il devient un adapte de l'alpinisme.  Grand alcoolique, il réussit à stopper sa consommation en quelques mois et consacre dès lors de son temps à l'association des Alcooliques anonymes.
Il amorce sa carrière littéraire après la Deuxième Guerre mondiale, en publiant des romans policiers. Son héros récurrent est le colosse anglais blond, bavard, poète, mathématicien et excentrique, Bernard Feston, qui a un chat nommé Chung-Foo comme animal de compagnie. Ce détective privé accepte d'élucider des missions délicates pour le compte de Scotland Yard, ce qui l'amène à voyager en Espagne, pour porter secours à un lord, dans Croisade sur les pointes (Quiet Under the Sun, 1953), ou encore, en Grèce, à la recherche d'une importante somme d'argent volée, dans E pericoloso sporgersi (Dangerous to Lean Out, 1960).
Kevin Fitzgerald a également écrit An Adventure in Snowdonia (1955), un ouvrage jeunesse, et With O'Leary in the Grave (1986), un autobiographie de ses années d'enfance.
Dans les années 1980, il devient progressivement aveugle.

## Œuvre

### Romans

#### Série policièreBernard Feston
- A Throne of Bayonets (1952) Publié en français sous le titre Un trône de baïonnettes, Paris, Gallimard, Série noire no 787, 1963
- Quiet Under the Sun (1953) Publié en français sous le titre Croisade sur les pointes, Paris, Gallimard, Série noire no 817, 1963
- Dangerous to Lean Out (1960) Publié en français sous le titre E pericoloso sporgersi, Paris, Gallimard, Série noire no 762, 1963 ; réédition, Paris, Gallimard, Carré noir no 491, 1983

#### Autres romans
- Not So Quickly (1948) Publié en français sous le titre Botanicus-Farfelicus, Paris, Gallimard, Série noire no 829, 1964
- It's Safe in England (1949)
- It's Different in July (1957)
- Trouble in West Two (1958)
- Kill Him Gently, Nurse (1966) Publié en français sous le titre Les Repères d'Agronomix, Paris, Gallimard, Série noire no 1134, 1967
- The Chilterns (1972)

### Ouvrage de littérature d'enfance et de jeunesse
- An Adventure in Snowdonia (1955)

### Autobiographie
- With O'Leary in the Grave (1986)

### Autres publications
- Ahead of Their Time. A Short History of the Farmers' Club (1968)
- On the Run: Franco Harris (1976), en collaboration avec George Sullivan

## Sources
- Claude Mesplède et Jean-Jacques Schleret, SN, voyage au bout de la Noire : inventaire de 732 auteurs et de leurs œuvres publiés en séries Noire et Blème : suivi d'une filmographie complète, Paris, Futuropolis, 1982, 476 p. (OCLC 11972030), p. 137-138.